# Divisione Nazionale 1933 (pallacanestro femminile)
Il campionato di pallacanestro femminile di Divisione Nazionale 1933 è stato il quarto organizzato in Italia. Vi presero parte 4 squadre: Canottieri Milano, Pallacanestro Napoli, Giovine Italia di Roma e G.U.F. Roma.
È stato vinto dalla Canottieri Milano, al primo titolo, secondo milanese consecutivo.

## Risultati
Campionati regionali. I Campioni del Lazio e della Campania si scontrano in una fase interregionale la vincente della quale affronta i campioni di Lombardia nella Finale per il titolo. Poiché le squadre campane e lombarde sono solo una per regione, i campionati regionali campani e lombardi non si disputano, e Napoli e Milano sono dichiarate automaticamente Campioni di Campania e di Lombardia, accedendo direttamente alla fase finale. Essendo invece le squadre laziali due, il campionato laziale fu invece disputato per selezionare la squadra campione del Lazio che avrebbe partecipato alla fase finale.
Eliminatoria Laziale
- 30 aprile 1933: GUF-Giovine Italia 12-10 (GUF Roma: Ulisse 6, Rossi 4, Norchi, Tarantini, De Sanctis 2, Manara, Villiano; Giovane Italia: Mortara 5, Sabbadini 3, Giorgis, Piaccitelli, Grazzini 2, Gasmann)

Fase interregionale
- 7 maggio 1933: Napoli-GUF 17-3 (GUF Roma: Ulisse 2, Rossi, Norchi, Tarantini, De Sanctis, Canapelli, Vigliano 1; A.P. Napoli: Pinetta Magliano 2, Carmen Nasti, Maria Colonna 6, Perego, Vera Scaglia 3, Rosetta Forti 6, Zinelda Venza)
- 21 maggio 1933: G.U.F.-Napoli 4-13 (A.P. Napoli: Carmen Nasti, Maria Colonna, Vera Scaglia, Rosetta Forti, Zinelda Venza, riserve Pinetta Magliano, Ebe Greco; GUF Roma: Rossi, Norchi, Tarantini, De Sanctis, Canapelli, riserve Ulisse, Vigliano. Arbitro R. William Jones, segretario della federazione internazionale di pallacanestro.)

Finale nazionale
- 4 giugno 1933:  Canottieri Milano- Napoli 20-3 (10-1) (Canottieri Milano: Marisa Cavallotti, Neri Bertolini 4, Pierina Borsani 8, Ilda Colombo 2, Bruna Bertolini 6, riserve Pia Cavallotti, Olga Campanati; A.P. Napoli: Carmen Nasti, Zinelda Venza, Pinetta Magliano, Vera Scaglia, Maria Colonna, riserve Grazia Degni, Ebe Greco. Arbitro Graziani [Giovane Italia].) [1][2][3]

## Verdetti

Da sinistra a destra: il Presidente Annoni, Olga Campanati, Nerina Bertolini, Piera Borsani, Bruna Bertolini, Ilda Colombo, Marisa Cavallotti, Pia Cavallotti e l'allenatore Ghirimoldi.

- Campione d'Italia:  Canottieri Milano

Squadra campione:  Canottieri Milano
- Bruna Bertolini
- Nerina Bertolini
- Piera Borsani
- Olga Campanati
- Marisa Cavallotti
- Pia Cavallotti
- Ilda Colombo
- Allenatore: Ghirimoldi.